# عبد المنعم (اسم)
عبد المنعم هو اسم عربي يطلق على الذكور، وهو مستخدم في العهد الحديث كإسم وكلقب. وهو مكون من جزأين «عبد» و «المنعم». 

## الأشخاص
- الأمير محمد عبد المنعم
- عبد المنعم أمين
- عبد المنعم الرفاعي
- عبد المنعم رياض
- عبد المنعم مدبولي
- محمد عبد المنعم الفايد
- عبد المنعم الجندي
- عبد المنعم علي الجنايني
- حسام عبد المنعم
- أحمد عادل عبد المنعم
- عبد المنعم واصل